# American Airlines Flight 5342
American Airlines 5342, officiellt opererad av PSA Airlines på uppdrag av American Airlines dotterbolag American Eagle var en reguljärflygning från Wichita, Kansas till Washington, D.C. som ägde rum den 29 januari 2025. Passagerarplanet, en Canadair 700 tillverkad i september 2004, kolliderade med en arméhelikopter, en Sikorsky UH-60 Black Hawk, som nyligen lyft från en närliggande flygbas. Kollisionen inträffade under slutfasen av landningsförsöket på Ronald Reagan Washington National Airport, på under 100 meters höjd över marken.
Orsaken till olyckan är ännu oklar. Väderförhållandena vid tillfället var goda och helikoptern hade fått instruktioner via flygledningens radio om att uppmärksamma och undvika passagerarplanet, vilket helikopterbesättningen också bekräftade. De två farkosterna kolliderade dock sekunder senare, över Potomacfloden.
Samtliga människor ombord de båda farkosterna omkom i olyckan, som var den första allvarliga kommersiella flygolyckan i USA sedan Colgan Air Flight 3407 år 2009. Dagen efter olyckan hade fortfarande inte alla kroppar hittats, men det fanns inga förhoppningar kvar om att hitta överlevande.
Helikoptern var ute på ett träningsuppdrag med tre besättningsmedlemmar ombord. Den hade registreringen 00-26860 och var tillverkad år 2010.
Passagerarflygplanet flög en något mer komplicerad manöver inför landningen än vanligt. Istället för att låta instrumentlandningssystemet guida planet hela vägen ner till landningbanan så väjde man manuellt åt höger sida på cirka 600 meters höjd för att istället utföra en så kallad circle to land-manöver till den kortare landningsbanan bana 33. Anledningen tros ha varit antingen ogynnsamma vindförhållanden för bana 01, eller trafiksituationen.